# آنا سوينغام
آنا سوينغام (ولدت في 10 نوفمبر 1998) هي عارضة أزياء وملكة جمال تايلاندية ، فائزة ملكة جمال الكون في تايلاند 2022. ستمثل تايلاند في ملكة جمال الكون 2022.

## روابط خارجية
- آنا سوينغام على إنستغرام